# Timothy Dwight V

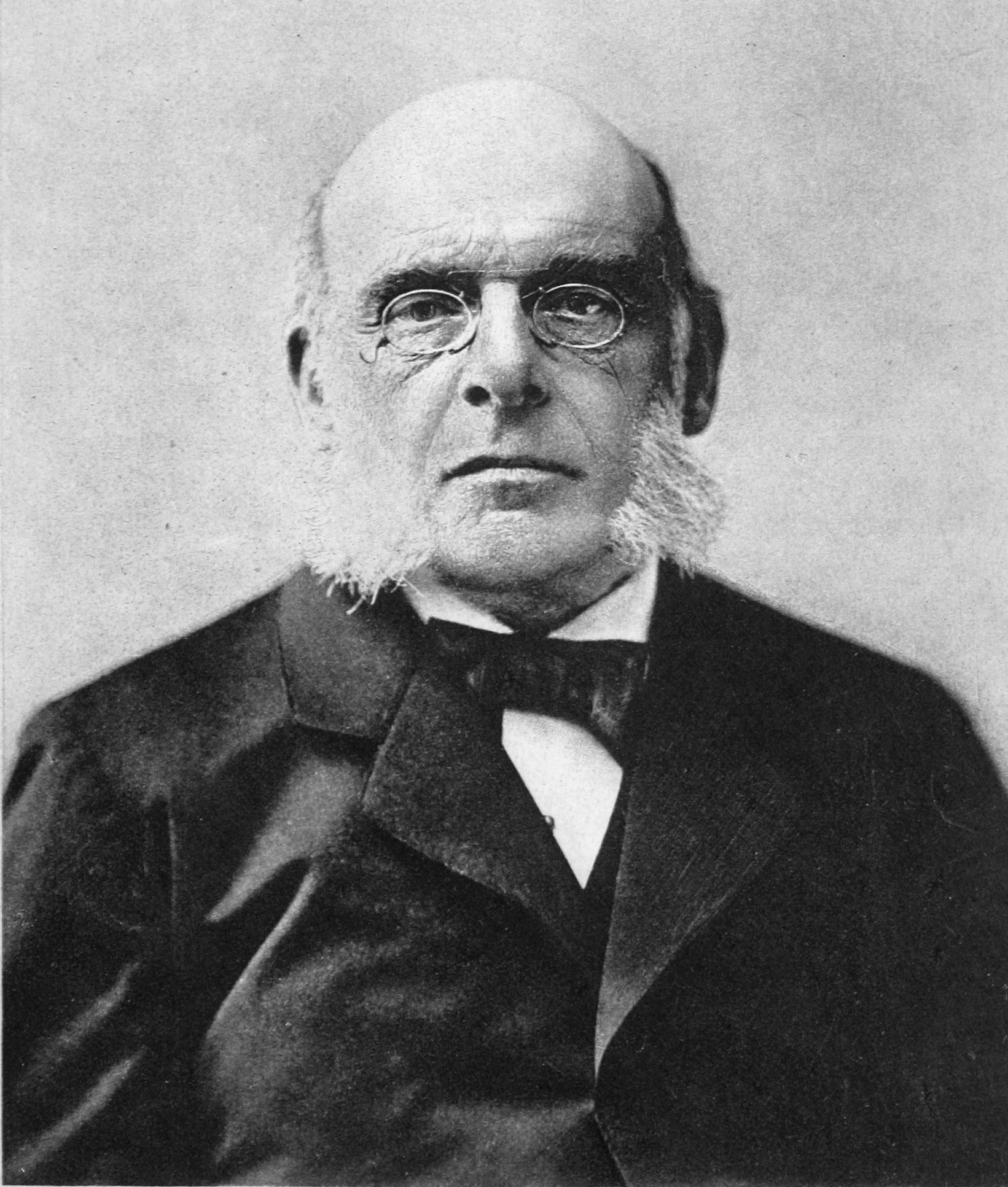
Timothy Dwight V

Timothy Dwight V (* 16. November 1828 in Norwich, Connecticut; † 26. Mai 1916 in New Haven, Connecticut) war von 1886 bis 1899 Präsident der Yale University.
Er war der Sohn von James Dwight und dessen Ehefrau Susan Breed und der Enkel des Yale-Präsidenten Timothy Dwight IV. Sein Onkel Henry Edwin Dwight war ein bekannter Autor.
Er absolvierte erfolgreich im Jahre 1849, vier Jahre nach seiner Aufnahme, sein Studium an der Yale University, wo er auch in die Gesellschaft von Skull & Bones aufgenommen wurde. Des Weiteren war er Mitglied der Phi Beta Kappa.
Bis er sein Studium an den Universitäten in Bonn und Berlin in Deutschland weiterführte, diente er dem College von 1851 bis 1855 als Tutor. Im Juli 1858 kehrte er zurück in die USA und wurde Professor für sakrale Literatur in Yale. Er unterstützte die Reorganisation der divinity school, war Herausgeber des Neuen Engländers (New Englander) (1866–1874) und arbeitete in dem amerikanischen Ausschuss zur Revision der Bibel 1873–1885.
Im Jahre 1886 wurde er als Nachfolger des in Pension tretenden Noah Porter Präsident von Yale. Er erweiterte die Institution und richtete es gesetzlich so ein, dass Yale fortan, anstatt sich ein  College zu nennen, Universität genannt wurde. 1890 wurde er in die American Academy of Arts and Sciences gewählt. 1898 ging er in Pension.
Dwight ist der Autor der Bücher Thoughts of and for the Inner Life (1899) und Memories of Yale Life and Men (1903).